# 贺胜桥
贺胜桥是今武汉市江夏区的一座桥梁。

## 历史
贺胜桥得名于宋朝末年，该桥为单孔半圆形石拱桥。清朝咸丰十年（1860年）编纂的《咸宁县志》称，“贺胜桥，在县北四十里，宋末兵起，里人王晔聚众与贼战，得胜相桥，因以名桥。”此后，该桥附近地区以桥而得名。原桥于1913年修建粤汉铁路时拆迁至原址西侧约30米外的小溪之上。
贺胜桥是自南向北进入武昌的最后一个关口，地势险要，易守难攻。该地西北部比较低平，东南部有望山、罗山、印斗山踞于京广铁路之侧。北伐战争时期，继汀泗桥战斗大胜之后，1926年8月29日，叶挺率国民革命军第四军独立团乘胜追击，在贺胜桥进攻吴佩孚的守军，经过友军及当地农民的配合，仅用一天一夜便攻破了吴佩孚军防线，随后歼灭了吴佩孚部主力，打开了通往武昌的道路，此即贺胜桥战斗。
贺胜桥原址以南的咸宁市贺胜桥镇以贺胜桥命名。